# قبل زحمة الصيف (فلم)
قبل زحمة الصيف هو فيلم مصري تم إنتاجه في أبريل 2016 وذلك بعد أن عرض أكتوبر 2015 في مهرجان دبي السينمائي الدولي. الفيلم بطولة هنا شيحة وماجد الكدواني وإخراج محمد خان وقد تصنيفه كفيلم للكبار فقط.

## قصة الفيلم
في قرية سياحية تقع في الساحل الشمالي، يقرر الدكتور يحيى قضاء العطلة مع زوجته ماجدة قبل ازدحام القرية والساحل بأكمله بالمصيفين مع وصول فصل الصيف إلى ذروته، وهناك يتعرف كلاهما على مترجمة شابة مطلقة حديثًا وأم لولدين تدعى هالة، وتتبدل أحوال العطلة الصيفية من حال لحال منذ ذلك الوقت.

## البطولة
- هنا شيحة
- ماجد الكدواني
- أحمد داود
- لانا مشتاق
- هاني المتناوي